# Ritter von Hohen Viecheln

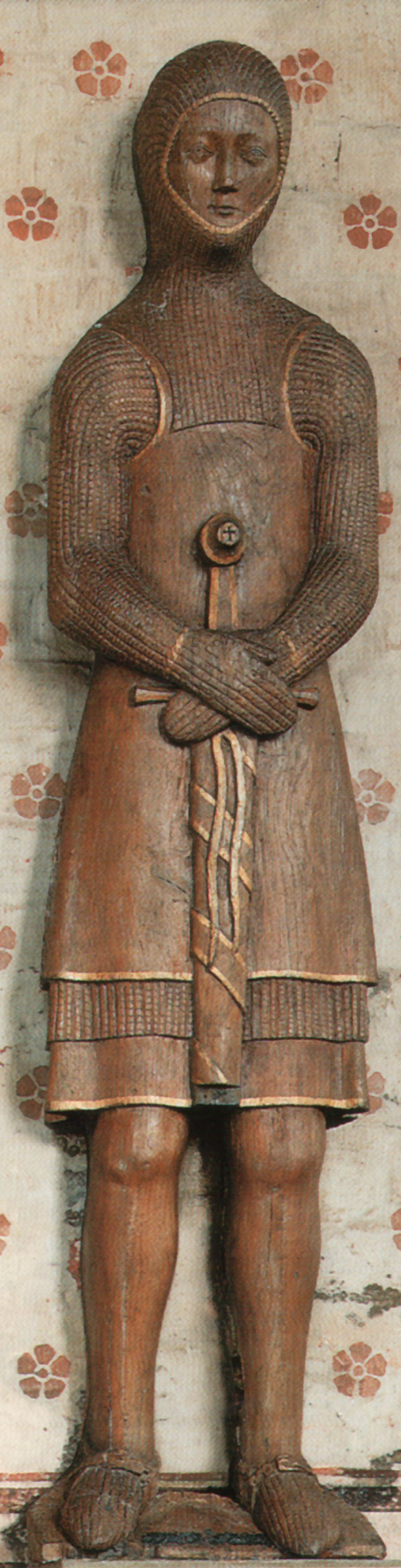
Holzskulptur eines Ritters in der Dorfkirche Hohen Viecheln (Zustand 2009)

Der Ritter von Hohen Viecheln ist die lebensgroße Holzskulptur eines Ritters in der Dorfkirche Hohen Viecheln in Mecklenburg. Die Skulptur steht auf einem Podest an der Kirchenwand. Sie dürfte ursprünglich von einem hochgotischen Grabmal stammen und als Liegefigur angefertigt worden sein. Mit einer kunstgeschichtlichen Datierung in das 13. oder 14. Jahrhundert ist sie eine der ältesten profanen Plastiken Mecklenburgs. Die ursprüngliche Farbfassung ist nicht mehr vorhanden. 1919 wurde das Schwert des Ritters als Langschwert rekonstruiert. Bei der Restaurierung 1995 wurde das Schwert als Ritterschwert ohne die historische Ergänzung belassen. In der 1611 einsetzenden schriftlichen Überlieferung zu der Skulptur wird sie zumeist mit dem Namen Helmold Plesse, eines Ritters aus dem Geschlecht Plesse, verbunden. Welche Person wirklich dargestellt ist, ist allerdings nicht überliefert und nicht bekannt.

## Die Kirche von Hohen Viecheln

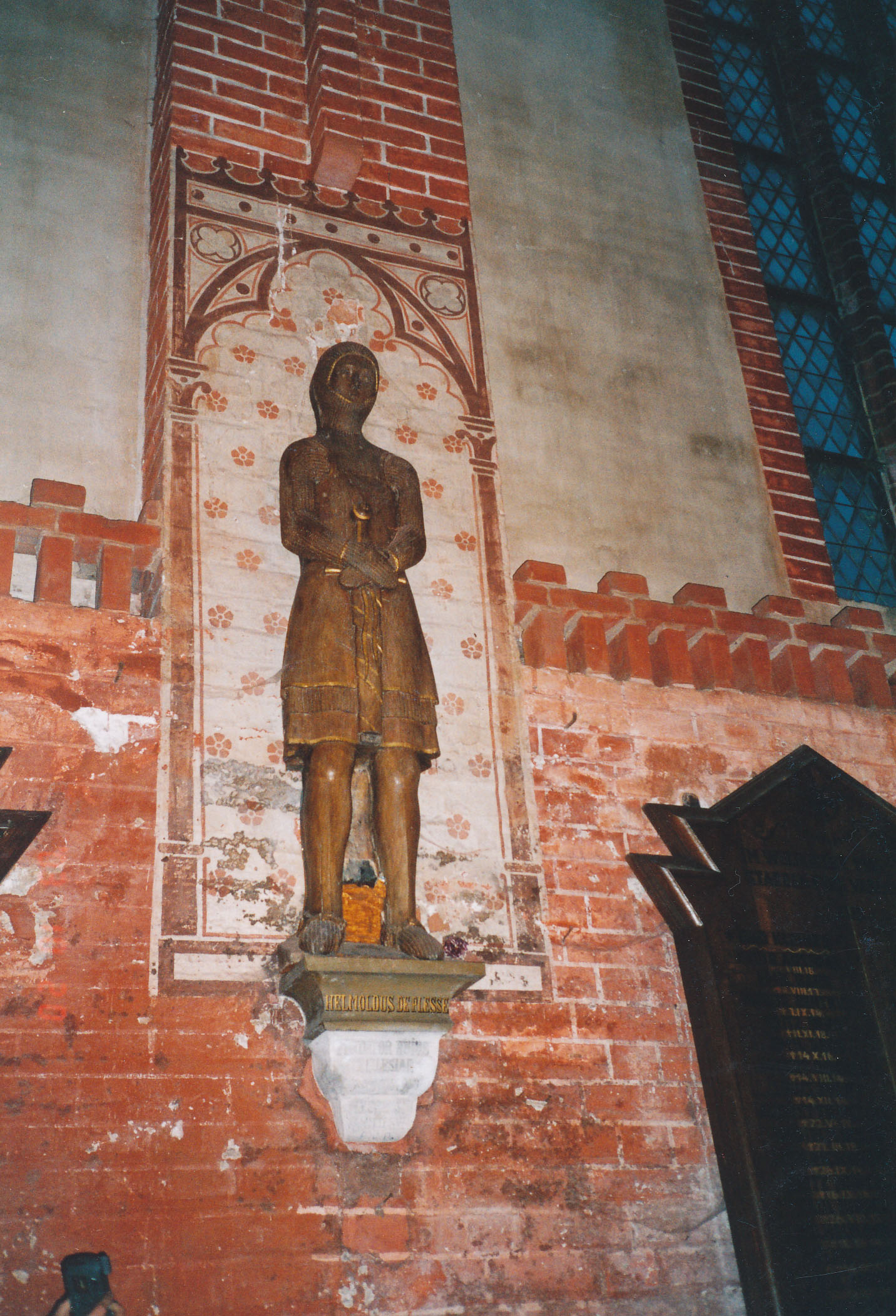
Zustand der Skulptur 2003 mit Ritterschwert

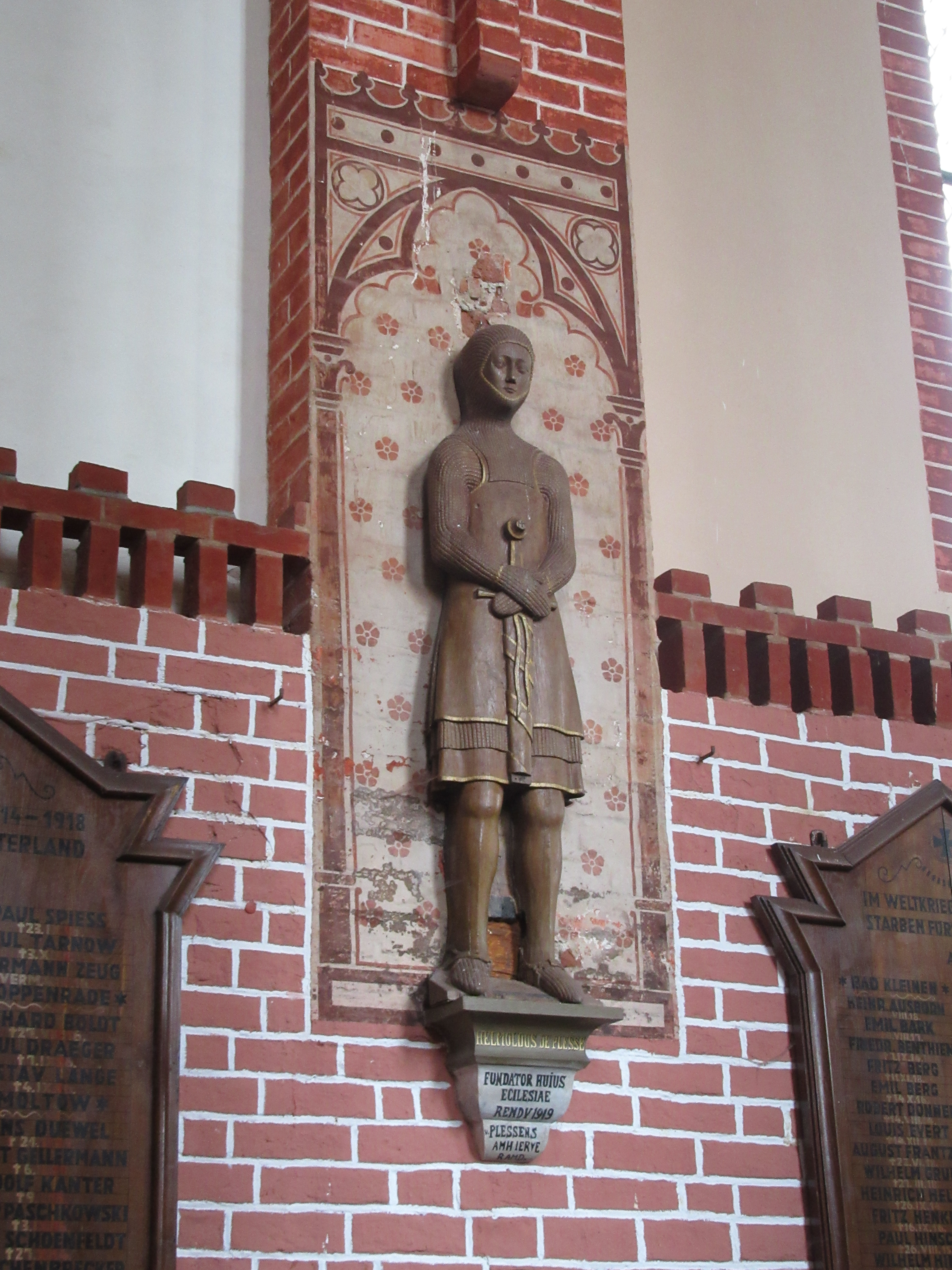
Zustand 2016

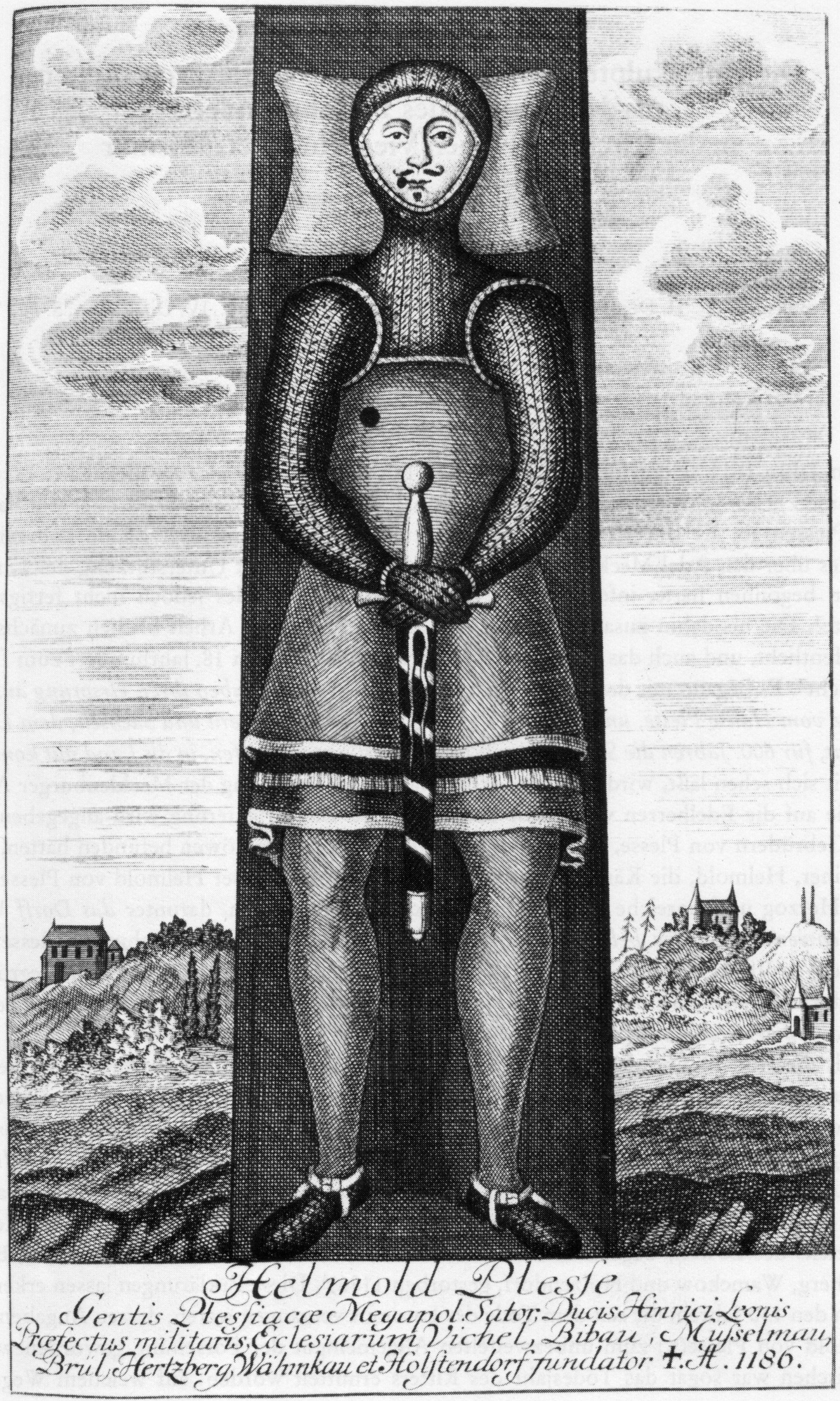
Darstellung aus dem Jahr 1743 mit Kopfkissen und Ritterschwert

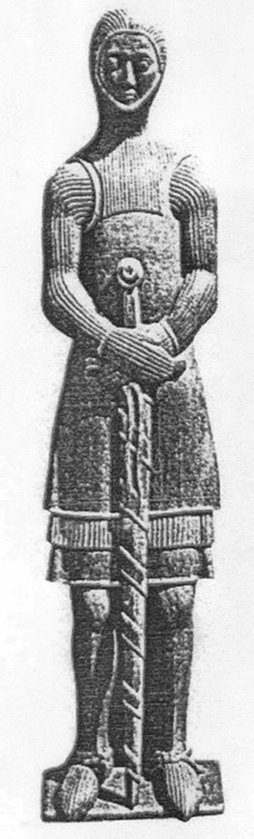
Zustand der Skulptur 1919 mit Langschwert

Das Dorf Hohen Viecheln – gelegen an den Grenzen des Landes Mecklenburg, der Grafschaft und des Bistums Schwerin – gehört seit dem Mittelalter zur Schweriner Diözese. Wegen dieser exponierten Lage erlangte die Siedlung schon früh Bedeutung für den regionalen Handel und politische Zusammenkünfte. Eine Kirche bestand vermutlich bereits im 12. Jahrhundert, denn in einer vermutlich auf das Jahr 1178 zu datierenden bischöflichen Urkunde wird als Zeuge ein Geistlicher namens Symon de Vichele aufgeführt.
Urkundlich erwähnt wird die Kirche von Hohen Viecheln erstmals am 24. April 1310, als Heinrich II., Herr von Mecklenburg, es dem Knappen Ludolf von Viecheln und dessen Schwiegermutter genehmigte, mit einem Drittel ihres Dorfes Kartlow eine Vikarstelle in Viecheln zu bewidmen. Zu den Zeugen der Genehmigung gehörten auch zwei Söhne des Burgherrn Helmold von Plesse – Johann Rosendal und Helmold der Jüngere. Bischof Gottfried I. von Schwerin bestätigte am 13. September 1311 „der Familie von Plessen in nachdrücklichster Weise das Patronatsrecht über diese Stiftung eines Anderen“. Das Kirchenpatronat – die Würde, das Amt und das Recht eines Schutzherrn – besaßen damals der Ritter Bernhard von Plessen und dessen Brüder. Sie stifteten ihrer Kirche in den Jahren 1313 bis 1317 mehrfach Ländereien und unterstrichen damit ihr Interesse und ihre Rechte an Hohen Viecheln. In einer Urkunde vom 19. Februar 1351 belehnten die mecklenburgischen Herzöge Albrecht II. und Johann ihren Vasallen Johann von Plessen in Hohen Viecheln mit der Bede, allem Wagendienst, der niederen und hohen (!) Gerichtsbarkeit „und was dazwischen fallen mag“ sowie „mit deme kerklene in deme dorpe thu Vigle, alse he vnde sine elderen van unsen elderen dat vrigest hebben hat.“ Hohen Viecheln war also ein Eigen der Herren von Plessen, in welchem sie keine konkurrierenden Patronatsrechte anderer Familien duldeten.
Zur Kirchenausstattung der Dorfkirche in Hohen Viecheln gehören neben der gotischen Ritterskulptur mehrere bedeutende gotische Holzfiguren mit religiösem Bezug.

## Der Ritter von Hohen Viecheln
In der älteren Literatur wurde die Ritterskulptur ausschließlich im Zusammenhang mit der Genealogie der Mecklenburger Herren von Plesse behandelt. Der Mecklenburger Historiker und Pädagoge Bernhard Latomus hatte im Jahr 1611 mit Unterstützung der Landesherren eine Arbeit über den Landesadel als mehrbändiges Werk konzipiert, konnte es aber nicht mehr abschließen. So blieb das bereits fertige Manuskript über die Herren von Plessen, das er ganz „nach dem Geschmack der Zeit“ verfasste, zunächst unveröffentlicht und wurde erst im Jahr 1743 herausgegeben.
Latomus zufolge haben die Plessen „ihren Ursprung aus dem Hartz vom Hause Plesse, und sind mit Herzog Hinrich aus Bayern und Sachsen, dem Löwen genant, für 600. Jahren die Slaven oder Wenden vertilgen zu helffen, in dis Land mit kommen.“ Damit wird die Abstammung der Mecklenburger Plessen von den gleichnamigen Edelherren thematisiert. Angeblich waren es – der Sage nach – drei Plessen, die mit dem Welfenherzog in den Kampf gegen die Wenden gezogen seien, wovon zwei in der „Schlacht bei Schlagestorff“ gefallen und nur einer – nämlich Helmold – überlebt und daraufhin umfangreichen Besitz in Mecklenburg und insbesondere „das Dorff Vichel am Schweriner See belegen“ erhalten haben soll. Dieser Helmold sei der Stammvater aller Mecklenburger Plessen. In Vichel habe er eine Kirche gegründet; dort sei „sein im Holtz gehauen und gantz übergüldet gewesenes Bild, mit einem Schwerd in der Hand und einer Pantzer-Hauben auf dem Kopff“ zu sehen.
Im Kirchenvisitationsprotokoll von 1648 wird die Figur erwähnt: „Ein holtzern bildt Mannes Lange sol des Fundatoren dieser Kirchen nahmens Plessens Bildtnus sein“. Damals scheint bereits keine Beischrift mehr vorhanden oder bekannt gewesen zu sein, die das Bildnis genauer identifizierte. Die Figur lag oder stand den Kirchgängern ohne Beschriftung vor Augen und bildete die Projektionsfläche für Sagen, die sich im Laufe der Zeit um die Figur rankten.
Hundert Jahre nach Latomus, 1712, trat der Schweriner Archivar Johannes Schultz in Latomus’ Fußstapfen und ergänzte dessen Arbeit zur Genealogie der Plessen durch umfangreiche archivalische Belege. Dabei kam er zwar nicht auf die Skulptur zu sprechen, führte jedoch Urkunden auf zu drei Stiftungen von Vikarien in die Vicheler Kirche, darunter zunächst die Stiftung eines Edelknechts Ludolph genannt von Vicheln und seiner Frau Adelheidis vom Jahr 1310, deren Recht an den Ritter Bernard von Plesse und dessen Brüder und Nachfolger überging, dann zum Jahr 1317 die Bestätigung der Stiftungen von Vikarien eines Ritters Bernhard von Plesse und die Bestätigung der Stiftung einer Vikarie durch die Brüder Johann Rosendahl und Reinbernus von Plesse. Dass einige oder alle dieser Stifter oder ihre Familienangehörigen auch in der Kirche bestattet wurden, war in der Zeit übliche Praxis und ist ohne weiteres anzunehmen.
Ein besonders interessantes Zeugnis stellt ein Additamentum eines Anonymus zur Schultzschen Arbeit dar, das zusammen mit dieser 1743 gedruckt wurde. Es nennt erstmals die Sage von den sieben Plessenkirchen, die ein Kreuzfahrer aus dem Geschlecht der Plessen – ein Vorname ist in der Sage nicht genannt –, auf den auch der Reichtum des Geschlechtes zurückgehe, nach seiner siebenjährigen Gefangenschaft in Ketten und Banden zu bauen versprochen habe und dazu eine detaillierte Beschreibung der Holzskulptur, die bei der Renovierung der Kirche im Jahr 1687 bereits auf den Abfallhaufen gelandet war und nur durch Fürsprache eines geschichtlich Interessierten, eben des Anonymus aus Rehtkendorff in der Nähe von Hohen Viecheln, wieder in der Kirche aufgestellt und für die Nachwelt gerettet werden konnte.
Den Ausführungen des Latomus, des Schultz und des Anonymus wurde im Druck des Jahres 1743 durch den gelehrten Herausgeber ein Kupferstich beigefügt, auf dem die Ritterskulptur stehend vor einer Landschaft abgebildet ist und in der Bildunterschrift in folgender Weise beschrieben wird:
| Helmold Plesse Gentis Plessiacae Megapol. Sator, Ducis Henrici Leonis Praefectus militaris, Ecclesiarum Vichel, Bibau, Müsselmau, Brül, Hertzberg, Wähmkau et Holstendorf fundator † A. 1186. | Helmold Plesse Stammherr des Mecklenburgischen Geschlechts Plesse, Herzog Heinrichs des Löwen Hauptmann, der Kirchen zu Vichel, Bibow, Müsselmow, Brüel, Herzberg, Wamckow und Holzendorf Gründer; † A. 1186. |

Anstatt eine Liegefigur mit geschlossenen Augen auf einer Grablege ruhend abzubilden, stellt der Künstler die Figur im Leben dar, indem er sie stehend vor einer Kulturlandschaft zeigt. Das Gesicht ist geweißt, die Augen geöffnet, Augenbrauen und Schnurrbart lebensnah. Grabplatte und Kopfkissen weisen weiterhin auf den Tod des Dargestellten.
150 Jahre später zeigt ein Foto im Werk von Friedrich Schlie (1898) die Skulptur stehend auf einer Konsole ohne Inschrift. Die Farbfassung des Gesichts entspricht der Darstellung des Kupferstichs, das Kopfkissen ist nicht mehr vorhanden, das Schwert ist in Höhe des Rocksaumes abgebrochen.
Die lebensgroße Bildhauerarbeit von Hohen Viecheln gehört zu den herausragenden profanen Kostbarkeiten des Mittelalters, die in Mecklenburgs Kirchen verwahrt werden. Gleichwohl stand die Skulptur bisher nur dann im Mittelpunkt, wenn sich Forscher mit der Abstammung der Herren von Plessen befassten, wobei Latomus und der Kupferstich diese Diskussion ausgesprochen irreführend beeinflussten. Das Raffinierte an Latomus und dem Kupferstich ist, dass es durchaus so gewesen sein könnte. Warum sollte es nicht angehen, dass die seit Jahrhunderten in Mecklenburg ansässigen Plessen mit dem Welfenherzog ins Land gekommen waren und jene Kirchen gegründet haben, deren Patronate sie zur Zeit der Herausgabe der „Monumenta inedita“ (1743) zum Teil immer noch besaßen?
Die Darstellungen des Latomus, des Anonymus und des Kupferstechers beeinflussten alle späteren Autoren wie auch das Bild, das sich die Herren von Plessen von ihren frühen mecklenburgischen Vorfahren machten oder machen ließen. Als beispielsweise auf Initiative und mit Mitteln des „Familienverbandes derer von Plessen“ die Ritterfigur im Jahr 1919 renoviert und auf eine neue Konsole gesetzt wurde, wählte man für den Sockel folgende Inschrift: „HELMOLDUS DE PLESSE – FUNDATOR HUIUS ECCLESIAE“ (auf Deutsch: „HELMOLD VON PLESSE – GRÜNDER DIESER KIRCHE“). Dieser Text vermittelt ein falsches Bild, denn die Herren von Plessen haben nie Kirchen gegründet („fundare“), sondern Gotteshäuser erbaut („aedificare“) oder sie als Patronatsherren geschützt und erhalten.

## Stand der Forschung
In der älteren Literatur wurde der Dargestellte als Gefolgsmann Herzog Heinrichs des Löwen von Sachsen und Bayern bezeichnet und in das 12. Jahrhundert gesetzt. Urkundlich belegt waren die Plessen jedoch Gefolgsleute des gleichnamigen Fürsten Heinrich des Löwen von Mecklenburg, der an der Wende vom 13. zum 14. Jahrhundert regierte.
Der Kirchen- und Kulturgeschichtler Friedrich Schlie sagt über Hohen Viecheln und zu den urkundlichen Belegen über die Herren von Plessen im Dorf, dies beweise, dass Bernhard von Plessen der Erbauer der Kirche war. „Erwägt man ferner, dass die hochgothischen Formen der Kirche auf die letzte Zeit des XIII. Jahrhunderts oder auch auf die Wende vom XIII. zum XIV. Jahrhundert hinweisen, sowie dass in der Kirche noch heute eine zweifellos dem XIII. Jahrhundert angehörende hölzerne Ritterstatue aufbewahrt wird, welche von alter Zeit her als jener Ritter gilt, der die Kirche gegründet habe und nimmt man hinzu, dass die schon angeführte bischöfliche Urkunde vom 13. September 1311 unter den damals lebenden älteren Gebrüdern den Ritter Bernhard von Plesse in auffälliger Weise hervorhebt, so ist es, wie wir glauben, nicht zu weit gegangen, wenn wir unbeschadet der Betheiligung der übrigen Familienmitglieder, ihn als den eigentlichen Erbauer der jetzt stehenden Kirche ansehen.“
Friedrich Schlies Zuordnung der Ritterstatue in das 13. Jahrhundert wurde inzwischen von Eckhard Michael (1980) präzisiert. Nach seiner bis in Details gehenden Beschreibung der Rüstung und einer Gegenüberstellung ihrer Zubehörteile mit Ritterskulpturen in ganz Europa gelangt er zu folgendem Ergebnis: „Kostüm- und waffenkundliche Vergleiche haben eine Entstehung der Ritterfigur in Hohen Viecheln für den Anfang des 14. Jahrhunderts wahrscheinlich gemacht. Sie muß als Auflage für ein Hochgrab gedient haben. Dieses Grab ist vermutlich im Zusammenhang mit dem Neubau der Kirche in Hohen Viecheln als Ausdruck bewußter Traditionspflege errichtet worden.“ Auch wenn die Skulptur heute stehend gezeigt wird, gibt es keinen Zweifel darüber, dass sie einen liegenden Ritter darstellt, denn die entspannte Haltung der Füße und die übereinander gelegten Hände auf dem Schwert zeigen dies deutlich.

## Belege
1. 1 2 3 4  Friedrich Schlie: Die Kunst- und Geschichts-Denkmäler des Grossherzogthums Mecklenburg-Schwerin. II. Band: Die Amtsgerichtsbezirke Wismar, Grevesmühlen, Rehna, Gadebusch und Schwerin. Schwerin 1898, S. 287–295. Digitalisat. Nachdruck [Schwerin] 1992, ISBN 3-910179-06-1.
2. ↑  Bernhard Latomus: Origines Plessiacae Megapolenses. Handschrift 1611. In: Ernst Joachim von Westphalen: Monumenta inedita rerum Germanicarum praecipue Cimbricarum et Megapolensium. Band 3, Leipzig 1743, Sp. 1921–1928. Digitalisat.
3. ↑  Johannes Schultz: Annales Plessenses Diplomatici ab An. 1160–1712. In: Ernst Joachim von Westphalen: Monumenta inedita rerum Germanicarum praecipue Cimbricarum et Megapolensium. Band 3, Leipzig 1743, Sp. 1928–1970. Digitalisat.
4. ↑  Anonymus: Additamentum. In: Ernst Joachim von Westphalen: Monumenta inedita rerum Germanicarum praecipue Cimbricarum et Megapolensium. Band 3, Leipzig 1743, Sp. 1970–1972. Digitalisat.
5. ↑  Eckhard Michael: Die Holzskulptur vom Grabmal eines Herren von Plessen aus dem Anfang des 14. Jahrhunderts. In: Plesse-Archiv Bd. 16 (1980) S. 65–91.